# پیتر تیمرس
پیتر تیمرس (انگلیسی: Pieter Timmers؛ زادهٔ ۲۱ ژانویهٔ ۱۹۸۸) یک شناگر اهل بلژیک است.
وی در مسابقات کشوری و بین‌المللی در مجموع برنده ۵ مدال نقره، ۴ مدال برنز شده‌است.